# Nacatongo
Nacatongo är en ort i Mexiko.   Den ligger i kommunen Tlayacapan och delstaten Morelos, i den sydöstra delen av landet, 60 km söder om huvudstaden Mexico City. Nacatongo ligger 1 628 meter över havet och antalet invånare är 840.
Terrängen runt Nacatongo är kuperad norrut, men söderut är den platt. Terrängen runt Nacatongo sluttar söderut. Runt Nacatongo är det mycket tätbefolkat, med 1 056 invånare per kvadratkilometer. Närmaste större samhälle är Cuautla Morelos, 15,6 km söder om Nacatongo. Omgivningarna runt Nacatongo är en mosaik av jordbruksmark och naturlig växtlighet.